# Egbert Jan Diepeveen
Mr. Egbert Jan Diepeveen (Kampen, 27 september 1897 - ?, 10 april 1970) was een Nederlands politicus.
Diepeveen was al gemeentesecretaris van de drie gemeenten IJsselmuiden, Grafhorst en Wilsum onder burgemeester W. Meijer. Toen Meijer per 1 mei 1935 met pensioen ging, werd Diepeveen van de drie gemeenten tevens waarnemend-burgemeester. Het was toen al bekend dat de drie gemeenten niet lang meer zelfstandig zouden zijn.
Per 1 januari 1937 gingen de gemeenten IJsselmuiden, Grafhorst, Wilsum, Kamperveen en Zalk en Veecaten samen in de nieuwe gemeente IJsselmuiden. Diepeveen bleef tot 15 februari 1937 in functie. Per 1 maart 1938 werd hij benoemd tot burgemeester van de gemeente Avenhorn in de provincie Noord-Holland. Hij zou die functie blijven uitoefenen tot zijn pensionering op 1 oktober 1962.
In 1947 moest burgemeester Diepeveen zich voor het Bijzonder Gerechtshof te Amsterdam verantwoorden voor het terugsturen van Joodse onderduikers naar Amsterdam. Gemeente veldwachter Jenne Warrink kreeg opdracht om met de auto 5 Joodse onderduikers naar het Bureau Joodsche Zaken in Amsterdam te brengen. Geen van deze Joden heeft het overleefd. De officier van Justitie eiste één jaar voorwaardelijk en ontzetting uit de rechten van 10 jaar.
Diepeveen werd gegraven te IJsselmuiden.